# Pareulype maindroni
Pareulype maindroni är en fjärilsart som beskrevs av Claude Herbulot 1977. Pareulype maindroni ingår i släktet Pareulype och familjen mätare. Inga underarter finns listade i Catalogue of Life.